# Disco Elysium
Disco Elysium este un joc video de rol din 2019 dezvoltat și publicat de ZA/UM. 
Inspirat de jocurile din epoca Infinity Engine, în special de Planescape: Torment, jocul a fost scris și proiectat de o echipă condusă de romancierul eston Robert Kurvitz și prezintă un stil artistic bazat pe pictura în ulei, acompaniată de muzica trupei engleze British Sea Power⁠(d).
Acesta a fost lansat pentru Windows în octombrie 2019 și pentru MacOS în aprilie 2020. O versiune extinsă a jocului, cu actorie vocală completă și conținut nou, denumită The Final Cut, a fost lansată pentru console în 2021, alături de o actualizare gratuită pentru versiunile PC și MacOS.
Disco Elysium este un joc de rol netradițional cu foarte puține scene de luptă. În schimb, evenimentele sunt rezolvate prin probe de abilități și arbori de dialog, printr-un sistem de 24 de aptitudini care reprezintă diferite aspecte ale personalității protagonistului, cum ar fi percepția, empatia, oratoria, logica sau voința. În plus, un sistem numit Cabinetul Gândirii reprezintă celelalte ideologii și trăsături de personalitate ale sale, jucătorii având capacitatea de a le susține sau suprima liber. Jocul se bazează pe un joc de rol de masă pe care Kurvitz îl crease anterior, formând ulterior ZA/UM în 2016 tocmai pentru a-l transforma într-un joc video.
Disco Elysium a fost citat ca printre cele mai bune jocuri video realizate vreodată, narațiunea și arta sa fiind apreciate din plin. A câștigat o serie de premii de la mai multe publicații, inclusiv Jocul Anului. O adaptare a jocului într-un serial de televiziune a fost anunțată ca fiind în dezvoltare în 2020.

## Gameplay
Disco Elysium este un joc video care prezintă o lume deschisă și un mecanism foarte intens de dialog. Jocul este prezentat dintr-o perspectivă izometrică, iar protagonistul, Harry Du Bois este controlat de jucătorul care ia astfel rolul unui detectiv suferind de amnezie indusă de alcool și droguri. Acesta încearcă să rezolve un caz de crimă, amintindu-și pe parcurs detalii despre trecutul său și despre lumea care îl înconjoară. Jucătorul poate muta detectivul pe ecranul curent pentru a interacționa cu personaje nejucabile (NPC) și obiecte evidențiate sau pentru a se mișca prin lumea jocului. La început, jucătorului i se alătură un partener, Kim Kitsuragi, un alt detectiv, de la o secție de poliție paralelă, care acționează ca o voce a rațiunii și care poate fi capabil să ofere protagonistului sfaturi sau sprijin în timpul anumitor opțiuni de dialog. Alte NPC-uri, precum Cuno și Lena pot fi influențate să devină parteneri temporari, care se alătură grupului și oferă un ajutor similar.
Gameplay-ul nu prezintă nicio luptă în sensul tradițional; în schimb, este gestionat prin așa-numite probe de abilități și arbori de dialog.
Există patru abilități principale în joc: Intelectuale, Psihice, Fizice și Motrice. Fiecare abilitate are șase sub-aptitudini secundare, distincte, pentru un total de 24. Jucătorul își îmbunătățește aceste abilități prin punctele de abilitate câștigate din creșteri de nivele, iar alegerea hainelor pe care jucătorul le pune pe personaj poate avea atât efecte pozitive, cât și negative asupra anumitor abilități. Îmbunătățirea acestora ajută jucătorul să treacă probe de abilități, bazate pe o aruncare aleatorie de zaruri, dar care poate duce la efecte negative sau comportamente ciudate ale caracterului, descurajând minmaxingul⁠(d). De exemplu, un personaj cu abilități dramatice mari poate fi capabil să detecteze și să mintă mai eficient, dar poate deveni și predispus la isterie și paranoia. De asemenea, electrochimia ridicată protejează personajul jucătorului de efectele negative ale drogurilor și oferă cunoștințe despre acestea, dar poate duce și la abuz de substanțe și alte comportamente autodistructive. 
Jocul are un sistem secundar de inventar cunoscut sub numele de Cabinetul Gândirii. Gândurile sunt deblocabile prin conversații cu alte personaje, precum și prin dialoguri interne, desfășurate în mintea personajului însuși. Jucătorul este apoi capabil să internalizeze un gând în timpul unui anumit număr de ore în joc, ceea ce, odată finalizat, îi oferă lui Harry beneficii permanente, dar și ocazional efecte negative, concept pe care ZA/UM îl compară cu sistemul de trăsături folosit înseria Fallout. Un număr limitat de gânduri e disponibil în Cabinetul Gândirii la început, deși se pot obține mai multe mai târziu. 
De exemplu, o opțiune timpurie pentru Cabinetul Gândirii este gândul Hobocop, în care personajul se gândește la opțiunea de a trăi pe străzi pentru a economisi bani, ceea ce reduce calmul personajului cu alte NPC-uri în timp ce gândul este interiorizat. Când personajul finalizează însă gândul Hobocop, reușește să găsească mai multe vechituri pe străzi, care pot fi vândute pentru banii din joc, numiți reáli (✤). 
Cele 24 de abilități participă mai mereu în arborii de dialog, apărând situații în care Harry poate avea o dezbatere internă cu un aspect al minții sau corpului său, creând ideea că jucătorul comunică cu o personalitate fragmentată. Aceste conversații interne pot oferi sugestii sau informații suplimentare care ghidează jucătorul în acțiuni sau în dialog cu personajele nejucabile ale jocului, în funcție de punctele de abilitate investite în acestea. De exemplu, Universul Interior, o sub-aptitudine a Psihicului, este descrisă de ZA/UM ca o reprezentare a intensității trăirilor sufletului și a imaginației și conștiinței emoționale. Rolul acestui sistem de aptitudini este de a încerca o reproducere a dialogului interior, dar și a emoțiilor succesive sau suprapuse pe care le simt oamenii, atât în situații cotidiene, cât mai ales în situații de criză sau speciale. Majoritatea opțiunilor de dialog interior din joc ar fi practic echivalentul a câtorva miimi de secundă de care un gând sau emoție umană au nevoie pentru a se manifesta.

## Rezumat

### Localizare
Disco Elysium are loc în lumea fantastică și realistă Elysium, dezvoltată de Kurvitz și de echipa sa în anii anteriori, lume care include peste șase mii de ani de istorie. Ficțiunea a fost construită în mare legătură la teoria materialismului istoric, care presupune că, indiferent dacă detaliile ar fi diferite, istoria umană s-ar desfășura într-un mod similar.
Jocul are loc în anul '51 al Secolului Actual. Elysium este alcătuit din isole, adică mase de pământ și mare care sunt separate între ele de Pal, o materie inscrutabilă, asemănător ceții, în care legile realității se descompun. Expunerea prelungită la Pal poate provoca instabilitate mentală și în cele din urmă moarte, iar traversarea acestuia care se face de obicei cu aerostaticeeste puternic reglementată din cauza pericolului. Națiunile din Elysium folosesc un sistem de datare în care secolele nu sunt numerotate, ci numite. Secolul în care se trăiește în prezent este numit de obicei Secolul Actual, cel dinainte Secolul Trecut, iar secolele anterioare primesc un nume mai specific bazat pe persoane, filosofii sau evenimente notabile care au avut loc în timpul lor. De exemplu, Secolul Dolorian este numit după o entitate semidivină, Dolores Dei și este cunoscut ca o epocă de aur a descoperirilor și inovațiilor. Înainte de acesta, au existat mai multe Secole Franconigeriene, marcate de influența lui Franconegro și a politicilor sale la fel de inovatoare.
Evenimentele din joc au loc în cartierul sărac Martinaise din orașul Revachol, pe insula Insulindia, supranumită Noua Lume Nouă.

### Intriga
Harry, personajul jucătorului, se trezește într-o cameră de hostel răvășită, din Martinaise, cu o mahmureală puternică și fără nicio amintire despre propria sa identitate, consecință a unui caz extrem de amnezie indusă de droguri . El îl întâlnește pe locotenentul Kim Kitsuragi, care îl informează că au fost desemnați să investigheze moartea unui spânzurat într-un teren gol din spatele hostelului. Identitatea victimei este neclară, iar analiza inițială a scenei indică faptul că a fost linșată de un grup de persoane. Detectivii explorează restul cartierului, urmărind pistele în timp ce îi ajută pe rezidenți cu o varietate de sarcini. În cursul investigației, personajul jucător află că este un detectiv decorat al Miliției Cetățenești a Revacholului (RCM), locotenentul dublu-soldat (lieutenant double-yefreitor) Harrier „Harry” Du Bois. Acesta a trecut printr-o despărțire deprimantă, în urmă cu câțiva ani, care i-a declanșat o criză a vârstei mijlocii, motiv pentru care, în noaptea în care i-a fost repartizat cazul spânzuratului, a clacat și a pornit într-o aventură tragicomică și autodistructivă de trei zile prin cartierul Martinaise.
Harry și Kim descoperă că spânzurătoarea are legătură cu o grevă în desfășurare a sindicatului docherilor din Martinaise împotriva Wild Pines Group (Grupul Pinilor Sălbatici), o megacorporație logistică foarte importantă în Elyisum. Ei îl intervievează pe șeful sindicatului, Evrart Claire, și pe negociatoarea Wild Pines, Joyce Messier. Femeia dezvăluie că spânzuratul era colonelul Ellis „Lely” Kortenaer, comandantul unei echipe de mercenari trimise de Wild Pines pentru a sparge greva. Ea avertizează că restul mercenarilor au luat-o razna și că vor căuta răzbunare cu orice preț pentru moartea lui Lely.
Harry și Kim descoperă, însă, că Lely a fost ucis înainte de spânzurare, iar Hardie Boys (Băieții lui Hardie), un grup de muncitori portuari, parte a sindicatului, care acționează ca justițiari, își revendică responsabilitatea pentru crimă. Ei susțin că Lely a încercat să violeze un oaspete nou-venit al hostelului, pe nume Klaasje, dar, în timpul unui interogatoriu informal, femeia dezvăluie că Lely a fost împușcat în gură în timp ce cei doi făceau sex consensual. 
Neputând să-și dea seama de originea împușcăturii și temându-se de autorități din cauza trecutului ei ca spion corporatist, Klaasje a cerut ajutorul unui simpatizant sindical pe nume Ruby, care a înscenat spânzurarea lui Lely, împreună cu restul băieților Hardie. Detectivii o găsesc pe Ruby ascunsă într-o clădire abandonată, unde ea îi incapacitează cu ajutorul unui dispozitiv bazat pe unde radio, folosit în mod normal pentru a ajuta la traversarea Palului. Ea susține că mușamalizarea a fost ideea lui Klaasje și că habar nu are cine l-a împușcat pe Lely. Harry reușește să reziste dispozitivului, avariindu-l, fiind astfel pus în fața șansei de a o aresta pe Ruby. Ea crede că Harry este un polițist corupt și fie scapă, fie se sinucide, în funcție de aruncarea aleatorie de zaruri, influențată de abilitățile dezvoltate până atunci.
Întorcându-se la hostel, detectivii se regăsesc în mijlocul unei confruntări față în față între mercenarii furioși și Hardie Boys. O luptă de stradă izbucnește și Harry este rănit, rămânând inconștient timp de câteva zile. Majoritatea sau toți mercenarii sunt uciși în incident, iar Kim poate fi, de asemenea, internat în spital, caz în care micul derbedeu Cuno se oferă să-i ia locul ca partener al lui Harry. Detectivii își urmăresc pistele rămase și determină că împușcătura care l-a ucis pe Lely a venit dinspre o veche fortăreață de pe o insulă aflată în golful Martinaise, la câteva sute de metri de țărmul cartierului.
Detectivii explorează ruinele și îl găsesc pe trăgător, un fost comisar al armatei comuniste din Revachol pe nume Iosef Lilianovich Dros. Iosef dezvăluie că l-a împușcat pe Lely cu pușca lui de lunetist într-un acces de furie și gelozie cauzate de obsesia sa psihosexuală pentru Klaasje. Motivațiile sale s-au născut din amărăciunea lui față de sistemul capitalist reprezentat de Lely, precum și din invidia simțită față de relația celor doi. Detectivii îl arestează pentru crimă. 
În acest moment, din stuf apare un criptid insectoid, cunoscut în joc sub numele de Fasmida Insulindiană. Se dezvăluie că fasmida a declanșat indirect lanțul de evenimente care au dus la crimă, deoarece substanțele chimice psihoactive pe care le emană cu scopul de a nu fi observată au afectat neintenționat sănătatea mentală a bărbatului ani de zile, stârnindu-i fanatismul și resentimente. Harry poate avea o conversație psihică cu fasmida, care îi spune că îi este frică de mintea sale instabilă, dar uimită de capacitatea sa de a continua să existe. De asemenea, îi sugerează lui Harry că umanitatea este motivul principal al existenței și persistenței Palului, înainte de a-l liniști pe Harry, spunându-i să treacă mai departe de divorțul care l-a transformat într-o epavă.
Harry și partenerul său, se confruntă cu vechea lui echipă la întoarcerea lor în Martinaise. Aceștia au o scurtă dezbatere despre acțiunile lui Harry în timpul jocului, în special despre cum a rezolvat cazul și cum a gestionat mercenarii. Locotenentul Jean Vicquemare, fost partener al lui Harry și lider al echipei în absența protagonistului, confirmă că prăbușirea emoțională a detectivului a fost rezultatul faptului că a fost părăsit de logodnica lui cu ani în urmă. 
Pot exista mai multe sfârșituri ale acțiunii, iar în cel mai bun rezultat posibil, echipa devine încrezătoare că starea lui Harry se va îmbunătăți în viitor și îl invită pe el și pe Kim sau Cuno să se alăture unei unități speciale a RCM.